# オニウム
オニウム（英: Onium）は、粒子と反粒子の束縛状態である。構成する粒子の名前の末尾に -onium という接尾語を付けて名付けられる。しかし、ミューオニウムという名前は、国際純正・応用化学連合によってミューオンと電子の束縛状態に対して与えられたため、ミューオニウムはミューオンと反ミューオンの束縛状態ではない。

## 例
ポジトロニウムは、電子と陽電子が結合し、長寿命の準安定状態となったものである。ポジトロニウムは、その束縛状態を理解するために1950年代から場の量子論で研究されてきた。非相対論的量子電磁力学と呼ばれる最近の成果は、この系を使って証明されている。
パイオニウムは、2つの荷電パイ中間子の束縛状態で、強い相互作用の研究のために注目されてきた。
ポジトロニウムやパイオニウムのようなハドロンの束縛状態を理解することは、中間子分子やペンタクォークのような異種ハドロンの状態を明らかにする上でも重要である。